# Teich bei Wöbbel
Der Teich bei Wöbbel ist ein Naturschutzgebiet in Schieder-Schwalenberg-Wöbbel im Kreis Lippe.

## Charakteristik
Das lediglich 2,77 Hektar große Naturschutzgebiet besteht aus zwei ehemaligen Ton-Mergelgruben, die durch den Niedersachsenweg getrennt sind. Nur die südliche Grube ist mit Wasser gefüllt und wurde bereits im Januar 1981 einstweilig sichergestellt. Neben den Schwimmblattpflanzen waren vor allem die Reptilien und Amphibien ein Schutzgrund: Nachgewiesen wurde die Zauneidechse, vier Molcharten, Erdkröte, See-, Teich- und Grasfrosch. In der ursprünglichen (später aber nicht realisierten) Planung war vorgesehen, im Bereich nördlich des Weges mehrere Kleingewässer anzulegen.
In den Informationen zum schutzwürdigen Biotop (BK-4020-386) finden sich neben den wertbestimmenden Merkmalen – wertvoll für Amphibien, Libellen und Reptilien, Trittsteinbiotop – auch kritische Bemerkungen, so die Verschlammung des Gewässers, angesalbte Pflanzen, Müllablagerungen im nördlichen Waldstück und eine Sitzgruppe am See, die dem Vorschlag des Betretungsverbotes widerspricht.